# Anelio Bocci
Anelio Bocci (Sarnano, 7 agosto 1953) è un ex maratoneta italiano.

## Biografia
L'8 febbraio 1981 arrivò secondo alla Maratona di Tokyo. Dal 1976 al 1981 fece 4 presenze nella Nazionale italiana di atletica leggera e dopo la carriera atletica, divenne professore di educazione fisica presso l'I.T.A. "G. Garibaldi" di Macerata.

## Campionati nazionali
1976
- 9º ai campionati italiani di maratona - 2h18'58"

1979
- Argento ai campionati italiani assoluti, 10000 m piani - 29'05"3
- Argento ai campionati italiani di maratona - 2h16'44"

1981
- 4º ai campionati italiani assoluti, 10000 m piani - 29'15"17
- Bronzo ai campionati italiani universitari, 10000 m piani - 29'56"92

## Altre competizioni internazionali
1977
- 11º alla Stramilano ( Milano) - 1h07'57"

1981
- Argento alla Maratona di Tokyo ( Tokyo) - 2h12'11"

1984
- 72º alla Maratona di New York ( New York) - 2h32'52"

1987
- 13º alla Stramilano ( Milano) - 1h05'56"